# Accettabile Giberti
Accettabile Giberti conosciuto anche come Accettabile di Camerino, Accettabile o Accettante (San Ginesio, XII secolo – XII secolo) è stato un vescovo cattolico italiano, vescovo di Camerino in un periodo che va da prima del 1171 a dopo il 1186.

## Biografia
Accettabile Giberti nacque a San Ginesio nel XII secolo, in un periodo definito come Prima rinascita di San Ginesio. Membro della famiglia nobile Giberti, nel 1171, già in carica come vescovo di Camerino, concesse all'abate Pietro III dell'abbazia di San Michele Arcangelo, il compito di reggere vari edifici religiosi, come l'abbazia di Sant'Eustachio in Domora, la chiesa di Sant'Apollinare di Celle (oggi chiesa di Santa Maria d'Alto Cielo) e l'abbazia di Santa Maria delle Macchie, oltre ad una casa, varie terre e altre chiese sotto la pieve di San Zenone (oggi pieve Santa Maria della Pieve). 
Nel 1179 fu presente nel terzo Concilio Lateranense, forse per un viaggio ad Domnum Apostolicum. Morirà nel 1186 o nel 1195-1196.